# 25 مايو
- السبت
- الأحد
- الاثنين
- الثلاثاء
- الأربعاء
- الخميس
- الجمعة

- 2628 شوال 1446  هـ
- 2729 شوال 1446  هـ
- 2830 شوال 1446  هـ
- 291 ذو القعدة 1446  هـ
- 302 ذو القعدة 1446  هـ
- 13 ذو القعدة 1446  هـ
- 24 ذو القعدة 1446  هـ
- 35 ذو القعدة 1446  هـ
- 46 ذو القعدة 1446  هـ
- 57 ذو القعدة 1446  هـ
- 68 ذو القعدة 1446  هـ
- 79 ذو القعدة 1446  هـ
- 810 ذو القعدة 1446  هـ
- 911 ذو القعدة 1446  هـ
- 1012 ذو القعدة 1446  هـ
- 1113 ذو القعدة 1446  هـ
- 1214 ذو القعدة 1446  هـ
- 1315 ذو القعدة 1446  هـ
- 1416 ذو القعدة 1446  هـ
- 1517 ذو القعدة 1446  هـ
- 1618 ذو القعدة 1446  هـ
- 1719 ذو القعدة 1446  هـ
- 1820 ذو القعدة 1446  هـ
- 1921 ذو القعدة 1446  هـ
- 2022 ذو القعدة 1446  هـ
- 2123 ذو القعدة 1446  هـ
- 2224 ذو القعدة 1446  هـ
- 2325 ذو القعدة 1446  هـ
- 2426 ذو القعدة 1446  هـ
- 2527 ذو القعدة 1446  هـ
- 2628 ذو القعدة 1446  هـ
- 2729 ذو القعدة 1446  هـ
- 281 ذو الحجة 1446  هـ
- 292 ذو الحجة 1446  هـ
- 303 ذو الحجة 1446  هـ
- 314 ذو الحجة 1446  هـ
- 15 ذو الحجة 1446  هـ
- 26 ذو الحجة 1446  هـ
- 37 ذو الحجة 1446  هـ
- 48 ذو الحجة 1446  هـ
- 59 ذو الحجة 1446  هـ
- 610 ذو الحجة 1446  هـ

25 مايو أو 25 أيَّار أو 25 مايس أو 25 نوَّار أو يوم 25 \ 5 (اليوم الخامس والعشرون من الشهر الخامس) هو اليوم الخامس والأربعون بعد المئة (145) من السنوات البسيطة، أو اليوم السادس والأربعون بعد المئة (146) من السنوات الكبيسة وفقًا للتقويم الميلادي الغربي (الغريغوري). يبقى بعده 220 يوما لانتهاء السنة.

## أحداث
- 240 ق م - الاكتشاف الأول لمذنب هالي.
- 1085 - سقوط طليطلة في أيدي القشتاليين، وكان ذلك بداية سقوط معاقل الإسلام في الأندلس تباعًا حتى انتهى الوجود الإسلامي بسقوط غرناطة سنة 897 هـ الموافق لعام 1492.
- 1571 - بابا الفاتيكان بيوس الخامس يعقد معاهدة الاتفاق مع ملك إسبانيا كارلوس الخامس إضافة إلى عدد من الدول المسيحية لمحاربة الدولة العثمانية، وكان هذا هو الاتفاق المسيحي الثالث عشر الموجه من أوروبا المسيحية ضد الدولة العثمانية.
- 1805 - نابليون بونابرت يتوج نفسه ملكًا على إيطاليا.
- 1810 - الإعلان عن استقلال الأرجنتين.
- 1846 - الأمير لويس نابليون يهرب من «قلعة هام» التي سجن فيها، وقد أصبح في ما بعد الإمبراطور نابليون الثالث.
- 1882 - قنصلي المملكة المتحدة وفرنسا في مصر يقدمان مذكرة يطلبان فيها بإبعاد أحمد عرابي عن مصر مع بقاء رتبته ومرتبه وإرسال «علي باشا فهمي» و«عبد العال باشا حلمي» إلى الأرياف وذلك في أثناء الثورة العرابية.
- 1909 - القوات الفرنسية تحتل جنوب المغرب.
- 1914 - مجلس العموم يقر الحكم المحلي لأيرلندا.
- 1921 - مظاهرات دامية في الإسكندرية بعد خطاب سعد زغلول تجبر وزارة عدلي يكن على الاستقالة.
- 1925 - رضا خان ينصب نفسه شاهًا لإيران، وكان أول ملوك الدولة البهلوية في إيران، حيث قام بانقلاب عسكري عام 1921، وأصبح وزيرًا للحرب ثم رئيسًا للوزراء قبل أن ينصب نفسه حاكمًا.
- 1926 - انتهاء حرب الريف في المغرب باستسلام قائدها الزعيم عبد الكريم الخطابي إلى القوات الفرنسية.
- 1942 - ألمانيا تبدأ هجومها على ستالينجراد والقوقاز خلال الحرب العالمية الثانية.
- 1946 - الأمير عبد الله يصبح ملكًا على إمارة شرق الأردن بعد مبايعتة كملك، وتغيير اسم الإمارة إلى المملكة الأردنية الهاشمية.
- 1946- إعلان الملك عبد الله الأول بن الحسين استقلال المملكة الأردنية الهاشمية.
- 1961 - الرئيس الأمريكي جون كينيدي يعلن خلال اجتماع في الكونغرس عن العزم بإرسال بعثة بشرية للقمر.
- 1963 - 30 دولة أفريقية تعلن تأسيس منظمة الوحدة الأفريقية في أديس أبابا.
- 1969 - جعفر النميري يقوم بانقلاب أسماه «ثورة مايو» على حكومة محمد أحمد المحجوب ويتولى الحكم في السودان.
- 1973 -
  - إطلاق المختبر الفضائي الأمريكي الذي عرف باسم سكاي لاب إلى الفضاء من مركز كينيدي للفضاء.
  - مركبة الفضاء الأمريكية أبولو وعليها 3 رواد يلتحمون بسكاي لاب ويدوران حول الأرض.
- 1979 -
  - إسرائيل تنسحب من مدينة العريش وتعيدها إلى مصر بموجب اتفاقية كامب ديفيد.
  - بدء أول مفاوضات بين مصر وإسرائيل حول إقامة حكم ذاتي فلسطيني في الضفة الغربية وقطاع غزة.
- 1981 - حكام الإمارات الشيخ زايد بن سلطان والبحرين الشيخ عيسى بن سلمان والسعودية الملك خالد بن عبد العزيز وعُمان السلطان قابوس بن سعيد وقطر الشيخ خليفة بن حمد والكويت الشيخ جابر الأحمد يؤسسون بعد إجتماعهم بأبوظبي مجلس التعاون لدول الخليج العربية.
- 1985 - أمير دولة الكويت الشيخ جابر الأحمد الصباح يتعرض لمحاولة اغتيال وذلك عندما حاولت إحدى السيارات الواقفة عند الرصيف الأوسط من الطريق اقتحام الموكب الذي كان في طريقه إلى مكتب الأمير في قصر السيف مما أدى إلى انفجارها بما تحمله من مواد متفجرة وإحتراق عدد من سيارات الموكب والسيارات الأخرى القريبة، وأسفر الحادث عن سقوط ثلاثة قتلى إضافة إلى الجاني وأصيب عدد كبير من جراء الإنفجار.
- 1992 - لاعب الكاراتيه السوداني هاشم بدر الدين يعتدي على حسن الترابي في أوتاوا يكندا.
- 2000 - الجيش الإسرائيلي ينهي إنسحابه من جنوب لبنان، وقد جاء هذا الإنسحاب نتيجة الضغوط الكبيرة التي أحدثتها عمليات المقاومة اللبنانية على مواقع الجيش الإسرائيلي وجيش لبنان الجنوبي.
- 2004 - إيقاف الجنرال جانيس كاربينسكي المسؤولة عن سجن أبو غريب عن العمل وذلك نتيجة لأحداث التعذيب بالسجن.
- 2008 - مجلس النواب اللبناني ينتخب قائد الجيش العماد ميشال سليمان رئيسًا للجمهورية اللبنانية بعد فراغ رئاسي استمر لمده سته شهور منذ نهاية ولاية الرئيس السابق إميل لحود وذلك تنفيذًا لاتفاق الدوحة.
- 2009 - أمين عام حزب الله حسن نصر الله يقول في خطابه بمناسبة عيد المقاومة والتحرير إن تقرير مجلة دير شبيغل الألمانية الذي اتهم الحزب باغتيال رئيس وزراء لبنان الأسبق رفيق الحريري خطير جدًا ويعتبره مؤامرة جديدة لإيقاع الفتنة بين السنة والشيعة في لبنان، ويعتبره أخطر من حادثة عين الرمانة.
- 2014 - اختتام الدورة السابعة والستين من مهرجان كان السينمائي لسنة 2014 في فرنسا.
- 2017 - قيام الحكومة المصرية بحجب أكثر من 60 موقعًا معارضًا على شبكة الإنترنت بينهم 48 موقعًا إخباريًا.
- 2018 - تفعيل النظام الأوروبي لحماية البيانات العامة في جميع الدول الأعضاء في الاتحاد الأوروبي، مما فرض حماية صارمة على بيانات وخصوصيات المُستخدمين في جميع تلك الدُول.
- 2019 - مقتل 45 راكبا وفقدان العشرات في كارثة غرق باخرة في بحيرة ماي ندومبي في جمهورية الكونغو الديمقراطية.
- 2020 - قُتل جورج فلويد، رجل أسود، في منيابولس بولاية مينيسوتا الأمريكية، أثناء اعتقاله، مما أثار احتجاجات عارمة في جميع أنحاء الولايات المتحدة وحول العالم.

## مواليد
- 1713 - جون ستوارت، رئيس وزراء المملكة المتحدة.
- 1728 - شاكر بن مصطفى العمري، فقيه حنفي وصوفي وشاعر سوري عثماني.
- 1803 - رالف والدو إمرسون، فيلسوف أمريكي.
- 1865 -
  - جون راليه موت، مبشر أمريكي حاصل على جائزة نوبل للسلام عام 1946.
  - بيتر زيمن، عالم فيزياء هولندي حاصل على جائزة نوبل في الفيزياء عام 1902.
- 1887 - بادري بيو، قديس إيطالي.
- 1889 - إيغور سيكورسكي، رائد من رواد صناعة الطيران أمريكي من أصل روسي.
- 1892 - جوزيف بروز تيتو، رئيس يوغوسلافيا.
- 1908 - ثيودور رويثك، شاعر أمريكي.
- 1921 - جاك شتاينبرجر، عالم فيزياء أمريكي / ألماني حاصل على جائزة نوبل في الفيزياء عام 1988.
- 1939 - إيان ماكيلين، ممثل إنجليزي.
- 1942 - نادية شمس الدين، ممثلة مصرية.
- 1948 - كلاوس ماينه، مغني ألماني في فرقة سكوربينز.
- 1951 - سعاد حسين، ممثلة وإعلامية كويتية.
- 1953 - دانييل باساريلا، لاعب كرة قدم أرجنتيني.
- 1968 - وفاء عامر، ممثلة مصرية.
- 1969 - آن هاش، ممثلة أمريكية.
- 1970 - ساتسكي يوكينو، ممثلة أداء صوتي يابانية.
- 1972 - أحلام حسن، ممثلة كويتية.
- 1976 - سيليان مورفي، ممثل أيرلندي.
- 1979 - كارلوس بوكانيغرا، لاعب كرة قدم أمريكي.
- 1980 - ديفيد نافارو، لاعب كرة قدم إسباني.
- 1982 - دانييل براتين، لاعب كرة قدم نرويجي.
- 1985 - رومان رينز، مصارع أمريكي.
- 1986 - يوان غوفران، لاعب كرة قدم فرنسي.
- 1987 - ناهد السباعي، ممثلة مصرية.
- 1992 - ياسر الشهراني، لاعب كرة قدم سعودي.

## وفيات
- 986 - عبد الرحمن بن عمر الصوفي، مهندس وعالم في علم الفلك فارسي مسلم.
- 1555 - هنري الثاني، ملك مملكة نافارا.
- 1983 - الملك محمد إدريس السنوسي، ملك المملكة الليبية.
- 1995 - أحمد بن راشد آل الشيخ مبارك، شاعر وصحفي سعودي.
- 2008 - فهد الدهمش، حكم كرة قدم سعودي.
- 2014 -
  - ماثيو سعد محمد، ملاكم ومدرب أمريكي.
  - فويتشخ ياروزلسكي، جنرال وسياسي بولندي.
- 2015 - ماري إلين مارك، مصورة وصحفية أمريكية.
- 2017 - سهيل عرفة، ملحن سوري.

## أعياد ومناسبات
- يوم أفريقيا.
- عيد الاستقلال في المملكة الأردنية الهاشمية.
- اليوم الوطني في الأرجنتين.
- عيد المقاومة والتحرير في لبنان.

## وصلات خارجية
- وكالة الأنباء القطريَّة: حدث في مثل هذا اليوم.
- النيويورك تايمز: حدث في مثل هذا اليوم.
- BBC: حدث في مثل هذا اليوم.